# Brixia dedegwana
Brixia dedegwana är en insektsart som beskrevs av Synave 1960. Brixia dedegwana ingår i släktet Brixia och familjen kilstritar. Inga underarter finns listade i Catalogue of Life.